# Cirrolygris cecilia
Cirrolygris cecilia là một loài bướm đêm trong họ Geometridae.